# Зиггоны
Зиггоны — жрецы второй степени (следующие за вайделотами) у прусско-литовских народностей. Зиггоны, как и вайделоты, имели непосредственные сношения с верховным жрецом-судьёй, а их обязанности заключались в убое приносимых в жертву богам животных и в охране священных лесов.